# Departamento de Transporte de Nuevo Hampshire
El Departamento de Transporte de Nuevo Hampshire (en inglés: New Hampshire Department of Transportation, NHDOT) es la agencia estatal gubernamental encargada en la construcción y mantenimiento de toda la infraestructura ferroviaria, carreteras estatales; así como sus federales, locales e interestatales, y transporte aéreo del estado de Nuevo Hampshire. La sede de la agencia se encuentra ubicada en Concord, Nuevo Hampshire y su actual director es George N. Campbell, Jr.